# طب شخصي
الطب الشخصي أو الطب الدقيق هو نموذج طبي يفصل الناس إلى مجموعات مختلفة مع القرارات والممارسات والتدخلات و/ أو المنتجات الطبية المصممة خصيصًا للمريض استنادًا إلى الاستجابة المتوقعة أو خطر الإصابة بالمرض. تُستخدم مصطلحات الطب الشخصي، أو الطب الدقيق، أو الطب الطبقي، أو الطب بي 4 بالتبادل لوصف هذا المفهوم على الرغم من أن بعض المؤلفين والمنظمات يستخدمون هذه التعبيرات بشكل منفصل للإشارة إلى فروق معينة.
وفي حين يعود توصيف العلاج للمرضى إلى زمن أبقراط على الأقل، فقد ازداد استخدام المصطلح في السنوات الأخيرة نظراً لنمو أساليب التشخيص والمعلوماتية الجديدة التي توفر فهم الأساس الجزيئي للمرض، وخاصة علم الجينوم (علم الوراثة). هذا يوفر دليلاً واضحاً يستند إلى تحديد مجموعات المصابين بأمراض مترابطة.

## تطوير المفهوم
يُستخدم في الطب الشخصي، الفحص الطبي غالبًا لاختيار العلاجات المناسبة والمثلى على أساس المحتوى الجيني للمريض أو الجزيئي أو التحليل الخلوي. لعب استخدام المعلومات الجينية دوراً رئيسياً في بعض جوانب الطب الشخصي (على سبيل المثال علم الصيدلة الجيني)، وقد صيغ لأول مرة هذا المصطلح في سياق علم الوراثة، رغم أنه توسع منذ ذلك الحين ليشمل جميع أنواع تدابير التشخيص.

## خلفية

### المبادئ
كل شخص لديه اختلاف فريد من الجينوم البشري. على الرغم من أن معظم الاختلاف بين الأفراد ليس له أي تأثير على الصحة، تنبع صحة الفرد من التنوع الوراثي مع السلوكيات والتأثيرات من البيئة.
تعتمد التطورات الحديثة في الطب الشخصي على التكنولوجيا التي تؤكد البيولوجيا الأساسية للمريض أو الدنا أو الرنا أو البروتين، ما يؤدي في النهاية إلى تأكيد المرض. على سبيل المثال، يمكن أن تكشف التقنيات المخصصة مثل التسلسل الجيني عن طفرات في الحمض النووي (دنا) تؤثر على أمراض تتراوح من التليف الكيسي إلى السرطان. هناك طريقة أخرى، تسمى )رنا-سيك)، يمكن أن تُظهر جزيئات الرنا المرتبطة بأمراض معينة. على عكس الحمض النووي (دنا)، يمكن أن تتغير مستويات الرنا استجابةً للبيئة. لذلك، يوفر تسلسل الرنا فهمًا أوسع لحالة الشخص الصحية. وقد ربطت الدراسات الحديثة الاختلافات الجينية بين الأفراد بتعبير الحمض النووي الريبوزي (رنا)، والتحويل، ومستويات البروتين.
يمكن تطبيق مفاهيم الطب الشخصي على مناهج جديدة وتحويلية للرعاية الصحية. تعتمد الرعاية الصحية الشخصية على ديناميات علم أنظمة الأحياء وتستخدم أدوات تنبئية لتقييم المخاطر الصحية وتصميم خطط صحية شخصية لمساعدة المرضى على تخفيف المخاطر وتجنب الأمراض وعلاجها بدقة عند حدوثها. تتلقى مفاهيم الرعاية الصحية الشخصية قبولًا متزايدًا من خلال إدارة المحاربين القدامى الملتزمة بتوفير رعاية شخصية وقائية للمريض لدى المحاربين القدامى. في بعض الحالات، يمكن تخصيص الرعاية الصحية الشخصية لتحديد العامل المسبب للمرض بدلاً من التوصيف الجيني للمريض؛ ومن الأمثلة على ذلك البكتيريا أو الفيروسات المقاومة للعقاقير.

### المنهج
لكي يعرف الأطباء ما إذا كانت هناك طفرة مرتبطة بمرض معين، غالبًا ما يجري الباحثون دراسة تسمى «دراسة الترابط الجينومي الكامل» اختصاراً (جي دبليو إيه إس). تبحث دراسة الترابط الجينومي الكامل في مرض واحد، ثم تسلسل جينوم العديد من المرضى المصابين بهذا المرض بالذات للبحث عن طفرات مشتركة في الجينوم. تُستخدم عندئذٍ الطفرات التي تم تحديدها على أنها مرتبطة بمرض ما بواسطة دراسة )جي دبليو إيه إس) لتشخيص هذا المرض للمرضى المستقبليين، وذلك من خلال النظر إلى تسلسل الجينوم لديهم للعثور على نفس الطفرة. أُجريت أول دراسة للترابط الجينومي الكامل في عام 2005، دُرس فيها المرضى الذين يعانون من التنكس البقعي المرتبط بالعمر ( إيه آر إم دي) ووجدت اثنتين من الطفرات المختلفة، كل منها يحتوي فقط على تباين في نوكليوتيد واحد فقط (يُسمى تعدد أشكال النوكليوتيد المفرد، أو إس إن بّي)، والتي ارتبطت بالتنكس البقعي المرتبط بالعمر. كانت دراسات الترابط الجينومي الكامل المشابهة ناجحة جدًا في تحديد الاختلافات الوراثية الشائعة المرتبطة بالأمراض. اعتبارًا من أوائل عام 2014، أُجريت أكثر من 1300 دراسة (جي دبليو إيه إس).

### تقييم مخاطر المرض
تؤثر الجينات المتعددة جميعها على احتمالية الإصابة بأمراض شائعة ومعقدة. يمكن أيضًا استخدام الطب الشخصي للتنبؤ بخطر الإصابة بمرض معين، استنادًا إلى جين واحد أو حتى عدة جينات. يستخدم هذا النهج نفس تقنية التسلسل للتركيز على تقييم مخاطر المرض، ما يسمح للطبيب ببدء العلاج الوقائي قبل ظهور المرض على المريض. على سبيل المثال، إذا تبين أن طفرة في الحمض النووي (الدنا) تزيد من خطر إصابة الشخص المصاب بمرض السكري من النوع الثاني، فيمكن لهذا الشخص أن يبدأ بتغييرات في نمط الحياة تقلل من فرص الإصابة بمرض السكري من النوع الثاني في وقت لاحق من الحياة.

## التطبيقات
من شأن التقدم في الطب الشخصي أن يخلق نهجاً أكثر توحيداً في التعامل مع الفرد والجينوم الخاص به. يوفر الطب الشخصي تشخيصات أفضل مع تدخل مُسبق، وتطوير الأدوية والعلاجات الأكثر كفاءة.

### التشخيص والتدخل
يسمح امتلاك القدرة على النظر إلى المريض على أساس فردي بتشخيص أكثر دقة ووضع خطة علاج محددة. التنميط الجيني هو عملية الحصول على تسلسل الحمض النووي (دنا) للفرد باستخدام فحوصات (أو مقاييس) بيولوجية. من خلال الحصول على وصف مفصّل لتسلسل الحمض النووي (دنا) للفرد، يمكن مقارنة الجينوم الخاص به بجينوم مرجعي، مثل مشروع الجينوم البشري، لتقييم التغيرات الجينية الموجودة التي يمكن أن تسبب الأمراض المحتملة. أنشأ عدد من الشركات الخاصة، مثل 23 آند مي ونيفيجينكس وإليومينا، تسلسل جينوم مباشرًا للمستهلك يمكن للعامة الوصول إليه. يمكن بعد ذلك الحصول على هذه المعلومات من الأفراد لتطبيقها على نحو فعّال. يلعب التركيب الوراثي للفرد أيضًا دورًا كبيرًا في مدى استجابته لمعاملة معينة، وبالتالي، يمكن أن تغير معرفة محتواه الجيني نوع المعاملة التي يتلقاها.
أحد جوانب ذلك هو علم الصيدلة الجيني، الذي يستخدم جينوم الفرد لتقديم وصفة طبية أكثر دراية ومصممة خصيصًا له. غالبًا ما توصف العقاقير بفكرة أنها ستعمل بنفس الطريقة نسبيًا للجميع، ولكن عند تطبيق العقاقير، هناك عدد من العوامل التي يجب أخذها بعين الاعتبار. تساعد التوصيفات المفصلة للمعلومات الوراثية من الفرد على منع الآثار الجانبية الضارة، والسماح بالجرعات المناسبة، وخلق أقصى قدر من الفعالية مع الوصفات الدوائية. سُمّيت العملية الدوائية الجينية لاكتشاف المتغيرات الوراثية التي تتنبأ بالآثار الضارة لدواء معين بـ «توكسجنوستيكس».
تتمثل أحد جوانب النظام الأساسي العلاجي المطبق على الطب الشخصي في استخدام الفحوصات الطبية لتوجيه العلاج. تتضمن الفحوصات تصويرًا تشخيصيًا طبيًا مثل التصوير بالرنين المغناطيسي بمواد تباين (عوامل تي1 وتي2)، علامات الفلورية (الأصبغة العضوية والنقاط الكمومية غير العضوية)، وعوامل التصوير النووي (التصوير المقطعي بالإصدار البوزيتروني أو عوامل التصوير الطبي بأشعة غاما). أو في اختبار المختبر بما في ذلك تسلسل الحمض النووي وغالبًا ما يشتمل على خوارزميات التعلم المتعمق التي تحدد نتيجة اختبار العديد من الدلالات الحيوية.
بالإضافة إلى علاج محدد، يمكن أن يساعد الطب الشخصي بشكل كبير في تقدم الرعاية الوقائية.